# Sainte-Honorine-de-Ducy
Sainte-Honorine-de-Ducy ist eine französische Gemeinde im Département Calvados in der Region Normandie mit 136 Einwohnern (Stand: 1. Januar 2022). Sainte-Honorine-de-Ducy gehört zum Arrondissement Bayeux und zum Kanton Trévières. 

## Geografie
Sainte-Honorine-de-Ducy liegt etwa 30 Kilometer südsüdwestlich von Bayeux. Umgeben wird Sainte-Honorine-de-Ducy von den Nachbargemeinden Cahagnolles im Norden, Caumont-sur-Aure im Süden und Osten sowie Foulognes im Westen.

## Bevölkerungsentwicklung
| 1962                      | 1968 | 1975 | 1982 | 1990 | 1999 | 2006 | 2013 |
| ------------------------- | ---- | ---- | ---- | ---- | ---- | ---- | ---- |
| 194                       | 158  | 128  | 117  | 113  | 116  | 132  | 131  |
| Quelle: Cassini und INSEE |      |      |      |      |      |      |      |

## Sehenswürdigkeiten
- Kirche Sainte-Honorine aus dem 12. Jahrhundert, Umbauten aus dem 15. und 20. Jahrhundert

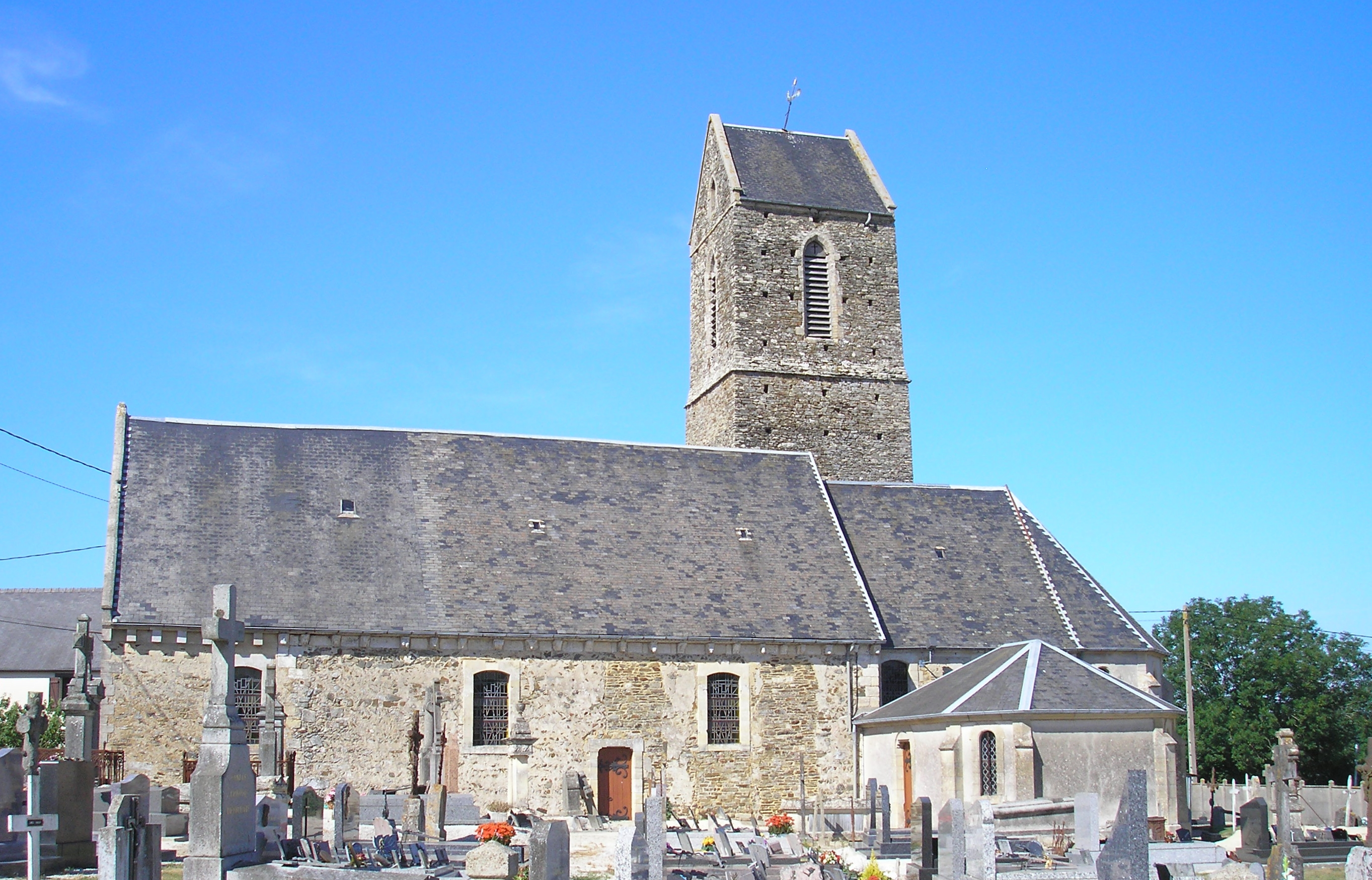
Kirche Sainte-Honorine